# Le Chesnay
Le Chesnay és un municipi francès, situat al departament d'Yvelines i a la regió de l'Illa de França. L'any 1999 tenia 28.530 habitants.
Forma part del cantó de Le Chesnay i del districte de Versalles. I des del 2002 de la Comunitat d'aglomeració Versailles Grand Parc.

## Hospital
- Hospital André Mignot